# Champions Hockey League 2014-2015
La Champions Hockey League 2014-2015 è stata la prima edizione della Champions Hockey League, la più importante competizione europea di hockey su ghiaccio organizzata da 26 squadre, 6 campionati nazionali e la IIHF. Il 9 dicembre 2013 la IIHF annunciò ufficialmente la nascita del torneo, creato sulle ceneri del precedente European Trophy.
La stagione regolare ha avuto inizio il 21 agosto 2014 e si è conclusa il 7 ottobre 2014. I playoff invece si sono tenuti a partire dal 4 novembre 2014 fino alla finale del 4 febbraio 2015.
Il primo titolo è stato conquistato dal Luleå, formazione svedese che sconfisse in finale i connazionali del Frölunda per 4-2.

## Formula

### Assegnazione delle licenze
Partecipano 44 formazioni provenienti da 12 diversi paesi europei. Le squadre possono qualificarsi al torneo attraverso tre tipi di licenza: A, B e C.
- Licenza A: le 26 squadre fondatrici partecipano di diritto al trofeo e usufruiscono della licenza di tipo A.
- Licenza B: all'interno dei campionati fondatori (EBEL, ELH, Liiga, DEL, LNA e SHL) due squadre, la miglior classificata al termine dell'ultima stagione regolare e la miglior squadra agli ultimi playoff sprovviste di una licenza A prendono parte al torneo.[5] Se queste posizioni fossero occupate da squadre con la licenza A altre formazioni possono prendere il loro posto. I criteri sono i seguenti:[5][6]

1. Campione nazionale
2. Vincitore della stagione regolare
3. Secondo posto stagione regolare
4. Finalista dei play-off
5. Miglior semifinalista
6. Peggior semifinalista

- Licenza C: per la stagione 2014-15 sono state invitate dapprima due formazioni wild card, divenute poi sei. Due di esse provengono dalla GET-ligaen, mentre una ciascuna da Extraliga slovacca, EIHL, Metal Ligaen e Ligue Magnus.[7]

### Fase a gironi
La fase a gironi è iniziata il 21 agosto 2014 e si è conclusa il 7 ottobre 2014. Le 44 squadre sono state suddivise in 11 gironi da quattro squadre ciascuno, e ogni formazione ha giocato un doppio girone all'italiana con tre incontri in casa e tre in trasferta, per un totale di 6 partite. In totale si sono disputati 132 incontri. Il sorteggio dei gironi si è effettuato il 21 maggio 2014 a Minsk, in Bielorussia. Il calendario degli incontri invece è stato reso pubblico il 2 giugno.

### Fase a eliminazione diretta
Le undici formazioni vincitrici dei gironi si qualificano per la fase ad eliminazione diretta, così come le cinque migliori seconde, per un totale di 16 formazioni. Con un solo sorteggio si stabilì già il quadro delle sfide fino alla finale. I playoff hanno avuto inizio il 4 novembre 2014 e si sono conclusi con la finale il 3 febbraio 2015.

## Date
| Fase                        | Turno            | Sorteggio                  | Andata               | Ritorno              |
| --------------------------- | ---------------- | -------------------------- | -------------------- | -------------------- |
| Fase a gironi               | Prima giornata   | 21 maggio 2014 (Minsk)     | 21-22 agosto 2014    | 21-22 agosto 2014    |
| Fase a gironi               | Seconda giornata | 21 maggio 2014 (Minsk)     | 23-24 agosto 2014    | 23-24 agosto 2014    |
| Fase a gironi               | Terza giornata   | 21 maggio 2014 (Minsk)     | 4-5 settembre 2014   | 4-5 settembre 2014   |
| Fase a gironi               | Quarta giornata  | 21 maggio 2014 (Minsk)     | 6-7 settembre 2014   | 6-7 settembre 2014   |
| Fase a gironi               | Quinta giornata  | 21 maggio 2014 (Minsk)     | 23-24 settembre 2014 | 23-24 settembre 2014 |
| Fase a gironi               | Sesta giornata   | 21 maggio 2014 (Minsk)     | 7-8 ottobre 2014     | 7-8 ottobre 2014     |
| Fase a eliminazione diretta | Ottavi di finale | 10 ottobre 2014 (Helsinki) | 4 novembre 2014      | 11 novembre 2014     |
| Fase a eliminazione diretta | Quarti di finale | 10 ottobre 2014 (Helsinki) | 2 dicembre 2014      | 9 dicembre 2014      |
| Fase a eliminazione diretta | Semifinali       | 10 ottobre 2014 (Helsinki) | 13 gennaio 2015      | 20 gennaio 2015      |
| Fase a eliminazione diretta | Finale           | 10 ottobre 2014 (Helsinki) | 3 febbraio 2015      | 3 febbraio 2015      |

## Squadre partecipanti
| Squadra             | Città      | Campionato       | Qualificazione     | Licenza |
| ------------------- | ---------- | ---------------- | ------------------ | ------- |
| Red Bull Salisburgo | Salisburgo | EBEL             | Squadra fondatrice | A       |
| Vienna Capitals     | Vienna     | EBEL             | Squadra fondatrice | A       |
| HIFK                | Helsinki   | Liiga            | Squadra fondatrice | A       |
| JYP                 | Jyväskylä  | Liiga            | Squadra fondatrice | A       |
| KalPa               | Kuopio     | Liiga            | Squadra fondatrice | A       |
| Oulun Kärpät        | Oulu       | Liiga            | Squadra fondatrice | A       |
| Tappara             | Tampere    | Liiga            | Squadra fondatrice | A       |
| TPS                 | Turku      | Liiga            | Squadra fondatrice | A       |
| Adler Mannheim      | Mannheim   | DEL              | Squadra fondatrice | A       |
| Eisbären Berlino    | Berlino    | DEL              | Squadra fondatrice | A       |
| ERC Ingolstadt      | Ingolstadt | DEL              | Squadra fondatrice | A       |
| Krefeld Pinguine    | Krefeld    | DEL              | Squadra fondatrice | A       |
| Bílí Tygři Liberec  | Liberec    | Extraliga        | Squadra fondatrice | A       |
| Pardubice           | Pardubice  | Extraliga        | Squadra fondatrice | A       |
| Sparta Praga        | Praga      | Extraliga        | Squadra fondatrice | A       |
| Vítkovice Steel     | Ostrava    | Extraliga        | Squadra fondatrice | A       |
| Berna               | Berna      | Lega Nazionale A | Squadra fondatrice | A       |
| Friburgo-Gottéron   | Friborgo   | Lega Nazionale A | Squadra fondatrice | A       |
| ZSC Lions           | Zurigo     | Lega Nazionale A | Squadra fondatrice | A       |
| Zugo                | Zugo       | Lega Nazionale A | Squadra fondatrice | A       |
| Frölunda            | Göteborg   | SHL              | Squadra fondatrice | A       |
| Färjestad           | Karlstad   | SHL              | Squadra fondatrice | A       |

| Squadra             | Città        | Lega             | Qualificazione              | Licenza |
| ------------------- | ------------ | ---------------- | --------------------------- | ------- |
| HV71                | Jönköping    | SHL              | Squadra fondatrice          | A       |
| Linköping           | Linköping    | SHL              | Squadra fondatrice          | A       |
| Luleå               | Luleå        | SHL              | Squadra fondatrice          | A       |
| Djurgården          | Stoccolma    | SHL              | Squadra fondatrice          | A       |
| Bolzano             | Bolzano      | EBEL             | Vincitore playoff           | B       |
| Skellefteå AIK      | Skellefteå   | SHL              | Vincitore playoff           | B       |
| Hamburg Freezers    | Amburgo      | DEL              | Vincitore stagione regolare | B       |
| Oceláři Trinec      | Třinec       | Extraliga        | Secondo stagione regolare   | B       |
| Kloten Flyers       | Kloten       | Lega Nazionale A | Finalista playoff           | B       |
| Ginevra-Servette    | Ginevra      | Lega Nazionale A | Semifinalista playoff       | B       |
| Växjö Lakers        | Växjö        | SHL              | Semifinalista playoff       | B       |
| Villacher SV        | Villach      | EBEL             | Semifinalista playoff       | B       |
| Lukko Rauma         | Rauma        | Liiga            | Semifinalista playoff       | B       |
| SaiPa               | Lappeenranta | Liiga            | Semifinalista playoff       | B       |
| Kölner Haie         | Colonia      | DEL              | Finalista playoff           | B       |
| PSG Zlín            | Zlín         | Extraliga        | Vincitore playoff           | B       |
| Stavanger Oilers    | Stavanger    | GET-ligaen       | Vincitore playoff           | C       |
| Košice              | Košice       | Extraliga        | Vincitore playoff           | C       |
| SønderjyskE         | Vojens       | Metal Ligaen     | Vincitore playoff           | C       |
| Diables Rouges      | Briançon     | Ligue Magnus     | Vincitore playoff           | C       |
| Nottingham Panthers | Nottingham   | EIHL             | Vincitore Challenge Cup     | C       |
| Vålerenga           | Oslo         | GET-ligaen       | Vincitore stagione regolare | C       |

## Sorteggio
Il sorteggio per la definizione della fase a gironi si è svolto il 21 maggio 2014 a Minsk; sono state create 4 urne, e le squadre sono state suddivise in ordine di ranking. Le squadre vincitrici dei campionati sono state inserite nell'urna numero 1; le vincitrici della stagione regolare nell'urna 2 e le altre squadre nelle altre due urne. Nei gironi preliminari non possono esserci due squadre provenienti dalla stessa nazione.
| Urna 1 | Urna 2 | Urna 3 | Urna 4 |
| --- | --- | --- | --- |
| Skellefteå AIK Oulun Kärpät PSG Zlín ZSC Lions ERC Ingolstadt Bolzano Sparta Praga Hamburg Freezers Red Bull Salisburgo Frölunda Tappara | Oceláři Třinec Fribourg-Gottéron Krefeld Pinguine Färjestad Kloten Flyers Kölner Haie Växjö Lakers Lukko Rauma Villach Linköpings SaiPa | Ginevra-Servette Vienna Capitals Adler Mannheim JYP Jyväskylä Luleå Pardubice Vítkovice Steel Eisbären Berlin HIFK Bílí Tygři Liberec Berna | HV71 EV Zug TPS Turku KalPa Djurgården Stavanger Oilers Košice Diables Rouges Briançon SønderjyskE Vålerenga Nottingham Panthers |

| Gruppo | Urna 1              | Urna 2            | Urna 3             | Urna 4              |
| ------ | ------------------- | ----------------- | ------------------ | ------------------- |
| A      | Oulun Kärpät        | Kölner Haie       | Bílí Tygři Liberec | Košice              |
| B      | ZSC Lions           | Färjestad         | Vienna Capitals    | Vålerenga           |
| C      | Frölunda            | Villacher SV      | Ginevra-Servette   | Diables Rouges      |
| D      | PSG Zlín            | Friburgo-Gottéron | Eisbären Berlino   | Djurgården          |
| E      | Tappara             | Oceláři Trinec    | Berna              | Stavanger Oilers    |
| F      | Bolzano             | Linköping         | Pardubice          | TPS                 |
| G      | Sparta Praga        | Växjö Lakers      | Adler Mannheim     | KalPa               |
| H      | ERC Ingolstadt      | SaiPa             | Vítkovice Steel    | Zugo                |
| I      | Red Bull Salisburgo | Kloten Flyers     | JYP                | HV71                |
| J      | Skellefteå AIK      | Krefeld Pinguine  | HIFK               | SønderjyskE         |
| K      | Hamburg Freezers    | Lukko Rauma       | Luleå              | Nottingham Panthers |

## Fase a gironi
Legenda
|  | Squadre qualificate agli ottavi di finale come vincitrici del girone.                     |
|  | Squadre qualificate agli ottavi come una delle cinque migliori seconde di tutti i gironi. |

### Gruppo A
| Squadra            | Pt | G | V | VOT | POT | P | GF | GS | DR |
| ------------------ | -- | - | - | --- | --- | - | -- | -- | -- |
| Oulun Kärpät       | 13 | 6 | 3 | 2   | 0   | 1 | 17 | 12 | +5 |
| Bílí Tygři Liberec | 9  | 6 | 3 | 0   | 0   | 3 | 16 | 15 | +1 |
| Košice             | 7  | 6 | 2 | 0   | 1   | 3 | 14 | 16 | -2 |
| Kölner Haie        | 7  | 6 | 2 | 0   | 1   | 3 | 12 | 16 | -4 |

|     | KAR   | KOL      | LIB   | KOS       |
| --- | ----- | -------- | ----- | --------- |
| KAR |       | 3 - 2 dr | 3 - 1 | 3 - 2 dts |
| KOL | 3 - 2 |          | 1 - 4 | 2 - 1     |
| LIB | 3 - 4 | 2 - 1    |       | 3 - 2     |
| KOS | 1 - 2 | 4 - 3    | 4 - 3 |           |

### Gruppo B
| Squadra         | Pt | G | V | VOT | POT | P | GF | GS | DR  |
| --------------- | -- | - | - | --- | --- | - | -- | -- | --- |
| Vienna Capitals | 15 | 6 | 4 | 1   | 1   | 0 | 16 | 9  | +7  |
| ZSC Lions       | 10 | 6 | 2 | 1   | 2   | 1 | 17 | 16 | +1  |
| Färjestad       | 10 | 6 | 1 | 3   | 1   | 1 | 15 | 13 | +2  |
| Vålerenga       | 1  | 6 | 0 | 0   | 1   | 5 | 7  | 17 | -10 |

|     | ZSC       | FBK       | VIC       | VIF   |
| --- | --------- | --------- | --------- | ----- |
| ZSC |           | 2 - 3 dts | 2 - 1 dts | 4 - 1 |
| FBR | 4 - 3 dts |           | 1 - 2 dr  | 4 - 1 |
| VIC | 5 - 3     | 4 - 1     |           | 2 - 1 |
| VIF | 2 - 3     | 1 - 2 dr  | 1 - 2     |       |

### Gruppo C
| Squadra          | Pt | G | V | VOT | POT | P | GF | GS | DR  |
| ---------------- | -- | - | - | --- | --- | - | -- | -- | --- |
| Frölunda         | 15 | 6 | 5 | 0   | 0   | 1 | 35 | 13 | +22 |
| Ginevra-Servette | 15 | 6 | 5 | 0   | 0   | 1 | 28 | 15 | +13 |
| Villacher SV     | 6  | 6 | 2 | 0   | 0   | 4 | 11 | 23 | -12 |
| Diables Rouges   | 0  | 6 | 0 | 0   | 0   | 6 | 8  | 31 | -23 |

|     | FHC   | VSV   | GEN   | BRI   |
| --- | ----- | ----- | ----- | ----- |
| FHC |       | 5 - 2 | 7 - 3 | 6 - 2 |
| VSV | 1 - 7 |       | 0 - 5 | 4 - 1 |
| GEN | 4 - 3 | 4 - 2 |       | 5 - 1 |
| BRI | 1 - 7 | 1 - 2 | 2 - 7 |       |

### Gruppo D
| Squadra           | Pt | G | V | VOT | POT | P | GF | GS | DR |
| ----------------- | -- | - | - | --- | --- | - | -- | -- | -- |
| Friburgo-Gottéron | 14 | 6 | 3 | 2   | 1   | 0 | 21 | 13 | +8 |
| PSG Zlín          | 10 | 6 | 2 | 1   | 2   | 1 | 15 | 20 | -5 |
| Djurgården        | 9  | 6 | 2 | 1   | 1   | 2 | 21 | 16 | +5 |
| Eisbären Berlino  | 3  | 6 | 0 | 1   | 1   | 4 | 14 | 22 | -8 |

|     | ZLI      | FRI       | BER   | DIF      |
| --- | -------- | --------- | ----- | -------- |
| ZLI |          | 2 - 3 dts | 4 - 2 | 3 - 1    |
| FRI | 3 - 2 dr |           | 6 - 3 | 3 - 1    |
| BER | 3 - 4 dr | 0 - 2     |       | 4 - 3 dr |
| DIF | 8 - 0    | 5 - 4 dts | 3 - 2 |          |

### Gruppo E
| Squadra          | Pt | G | V | VOT | POT | P | GF | GS | DR  |
| ---------------- | -- | - | - | --- | --- | - | -- | -- | --- |
| Tappara          | 11 | 6 | 3 | 0   | 2   | 1 | 21 | 16 | +5  |
| Stavanger Oilers | 11 | 6 | 3 | 1   | 0   | 2 | 19 | 17 | +2  |
| Oceláři Trinec   | 9  | 6 | 3 | 0   | 0   | 3 | 20 | 14 | +6  |
| Berna            | 5  | 6 | 1 | 1   | 0   | 4 | 11 | 24 | -13 |

|     | TAP      | TRI   | SCB   | OIL   |
| --- | -------- | ----- | ----- | ----- |
| TAP |          | 5 - 1 | 3 - 5 | 7 - 3 |
| TRI | 1 - 2    |       | 7 - 0 | 4 - 5 |
| SCB | 4 - 3 dr | 0 - 4 |       | 0 - 2 |
| OIL | 2 - 1 dr | 2 - 3 | 5 - 2 |       |

### Gruppo F
| Squadra   | Pt | G | V | VOT | POT | P | GF | GS | DR  |
| --------- | -- | - | - | --- | --- | - | -- | -- | --- |
| Linköping | 14 | 6 | 4 | 1   | 0   | 1 | 20 | 10 | +10 |
| TPS       | 12 | 6 | 3 | 1   | 1   | 1 | 21 | 12 | +9  |
| Bolzano   | 9  | 6 | 3 | 0   | 0   | 3 | 12 | 22 | -10 |
| Pardubice | 1  | 6 | 0 | 0   | 1   | 5 | 11 | 20 | -9  |

|     | HCB   | LHC      | PCE   | TPS      |
| --- | ----- | -------- | ----- | -------- |
| HCB |       | 1 - 2    | 4 - 3 | 4 - 2    |
| LHC | 5 - 0 |          | 2 - 1 | 1 - 2    |
| PCE | 1 - 3 | 3 - 6    |       | 2 - 3 dr |
| TPS | 9 - 0 | 3 - 4 dr | 2 - 1 |          |

### Gruppo G
| Squadra        | Pt | G | V | VOT | POT | P | GF | GS | DR |
| -------------- | -- | - | - | --- | --- | - | -- | -- | -- |
| Sparta Praga   | 12 | 6 | 3 | 1   | 1   | 1 | 25 | 19 | +6 |
| Växjö Lakers   | 12 | 6 | 4 | 0   | 0   | 2 | 19 | 14 | +5 |
| KalPa          | 7  | 6 | 2 | 0   | 1   | 3 | 11 | 15 | -4 |
| Adler Mannheim | 5  | 6 | 1 | 1   | 0   | 4 | 11 | 18 | -7 |

|     | SPA       | VAX   | MAN   | KAL   |
| --- | --------- | ----- | ----- | ----- |
| SPA |           | 5 - 4 | 6 - 3 | 2 - 3 |
| VAX | 2 - 5     |       | 6 - 1 | 2 - 1 |
| MAN | 3 - 2 dts | 1 - 2 |       | 3 - 1 |
| KAL | 4 - 5 dr  | 1 - 3 | 1 - 0 |       |

### Gruppo H
| Squadra         | Pt | G | V | VOT | POT | P | GF | GS | DR |
| --------------- | -- | - | - | --- | --- | - | -- | -- | -- |
| SaiPa           | 14 | 6 | 4 | 1   | 0   | 1 | 18 | 11 | +7 |
| Zugo            | 10 | 6 | 3 | 0   | 1   | 2 | 14 | 14 | 0  |
| Vítkovice Steel | 6  | 6 | 1 | 1   | 1   | 3 | 18 | 20 | -2 |
| ERC Ingolstadt  | 6  | 6 | 1 | 1   | 1   | 3 | 16 | 21 | -5 |

|     | ING   | SAI   | VIT      | EVZ       |
| --- | ----- | ----- | -------- | --------- |
| ING |       | 4 - 1 | 4 - 5 dr | 3 - 2 dts |
| SAI | 5 - 2 |       | 4 - 3 dr | 3 - 0     |
| VIT | 5 - 1 | 1 - 3 |          | 2 - 5     |
| EVZ | 3 - 2 | 1 - 3 | 3 - 2    |           |

### Gruppo I
| Squadra             | Pt | G | V | VOT | POT | P | GF | GS | DR  |
| ------------------- | -- | - | - | --- | --- | - | -- | -- | --- |
| Red Bull Salisburgo | 15 | 6 | 5 | 0   | 0   | 1 | 23 | 8  | +15 |
| JYP                 | 13 | 6 | 3 | 2   | 0   | 1 | 15 | 11 | +4  |
| HV71                | 7  | 6 | 2 | 0   | 1   | 3 | 15 | 17 | -7  |
| Kloten Flyers       | 1  | 6 | 0 | 0   | 1   | 5 | 5  | 22 | -17 |

|      | RBS   | KLO   | JYP       | HV71     |
| ---- | ----- | ----- | --------- | -------- |
| RBS  |       | 7 - 1 | 4 - 0     | 3 - 1    |
| KLO  | 0 - 2 |       | 2 - 3 dts | 2 - 5    |
| JYP  | 3 - 2 | 2 - 0 |           | 4 - 3 dr |
| HV71 | 3 - 5 | 3 - 2 | 0 - 3     |          |

### Gruppo J
| Squadra          | Pt | G | V | VOT | POT | P | GF | GS | DR  |
| ---------------- | -- | - | - | --- | --- | - | -- | -- | --- |
| Skellefteå AIK   | 15 | 6 | 5 | 0   | 0   | 1 | 20 | 8  | +12 |
| HIFK             | 14 | 6 | 4 | 1   | 0   | 1 | 31 | 15 | +16 |
| SønderjyskE      | 4  | 6 | 1 | 0   | 1   | 4 | 15 | 31 | -16 |
| Krefeld Pinguine | 3  | 6 | 1 | 0   | 0   | 5 | 13 | 25 | -12 |

|     | SKE   | KRE   | IFK      | SON    |
| --- | ----- | ----- | -------- | ------ |
| SKE |       | 4 - 0 | 3 - 0    | 4 - 1  |
| KRE | 1 - 2 |       | 3 - 5    | 3 - 4  |
| IFK | 5 - 3 | 6 - 1 |          | 10 - 1 |
| SON | 1 - 4 | 4 - 5 | 4 - 5 dr |        |

### Gruppo K
| Squadra             | Pt | G | V | VOT | POT | P | GF | GS | DR  |
| ------------------- | -- | - | - | --- | --- | - | -- | -- | --- |
| Lukko Rauma         | 15 | 6 | 5 | 0   | 0   | 1 | 21 | 7  | +14 |
| Luleå               | 15 | 6 | 5 | 0   | 0   | 1 | 32 | 6  | +26 |
| Hamburg Freezers    | 3  | 6 | 1 | 0   | 0   | 5 | 8  | 21 | -13 |
| Nottingham Panthers | 3  | 6 | 1 | 0   | 0   | 5 | 9  | 36 | -27 |

|     | HAM   | LUK   | LHF    | NOT   |
| --- | ----- | ----- | ------ | ----- |
| HAM |       | 0 - 3 | 1 - 4  | 6 - 0 |
| LUK | 5 - 0 |       | 2 - 0  | 6 - 2 |
| LHF | 6 - 0 | 3 - 1 |        | 9 - 1 |
| NOT | 3 - 1 | 2 - 4 | 1 - 10 |       |

### Raffronto tra le seconde classificate
Le migliori cinque seconde classificate hanno ottenuto il diritto di accedere alla fase ad eliminazione diretta.
| Squadra            | Pt | G | V | VOT | POT | P | GF | GS | DR  | Girone |
| ------------------ | -- | - | - | --- | --- | - | -- | -- | --- | ------ |
| Luleå              | 15 | 6 | 5 | 0   | 0   | 1 | 32 | 6  | +26 | K      |
| Ginevra-Servette   | 15 | 6 | 5 | 0   | 0   | 1 | 28 | 15 | +13 | C      |
| HIFK               | 14 | 6 | 4 | 1   | 0   | 1 | 31 | 15 | +16 | J      |
| JYP                | 13 | 6 | 3 | 2   | 0   | 1 | 15 | 11 | +4  | I      |
| TPS                | 12 | 6 | 3 | 1   | 1   | 1 | 21 | 12 | +9  | F      |
| Växjö Lakers       | 12 | 6 | 4 | 0   | 0   | 2 | 19 | 14 | +5  | G      |
| Stavanger Oilers   | 11 | 6 | 3 | 1   | 0   | 2 | 19 | 17 | +2  | E      |
| ZSC Lions          | 10 | 6 | 2 | 1   | 2   | 1 | 17 | 16 | +1  | B      |
| Zugo               | 10 | 6 | 3 | 0   | 1   | 2 | 14 | 14 | 0   | H      |
| PSG Zlín           | 10 | 6 | 2 | 1   | 2   | 1 | 15 | 20 | -5  | D      |
| Bílí Tygři Liberec | 9  | 6 | 3 | 0   | 0   | 3 | 16 | 15 | +1  | A      |

## Fase a eliminazione diretta
Nel corso dei playoff le formazioni giocano incontri di andata e di ritorno; la formazione meglio classificata al termine della fase a gironi ha diritto a disputare la gara di ritorno in casa. L'unica eccezione è la finale, sfida secca giocata in casa della squadra meglio classificata nel corso del torneo.
Per determinare le sfide della fase a eliminazione diretta si svolse un unico sorteggio ad Helsinki il 10 ottobre 2014; al termine della procedura fu ufficializzato il tabellone definitivo valido fino alla finale. Le migliori otto vincitrici dei gironi furono scelte come teste di serie, con il vantaggio di giocare la seconda gara in casa. Furono permessi i derby fra squadre della stessa nazione, mentre non furono consentite le sfide fra squadre che già avevano giocato nello stesso girone.

### Tabellone
|  | Ottavi di finale    | Ottavi di finale | Ottavi di finale | Ottavi di finale |   |                     | Quarti di finale | Quarti di finale | Quarti di finale | Quarti di finale |  |                | Semifinali | Semifinali | Semifinali | Semifinali |       |   | Finale | Finale |
|  |                     |                  |                  |                  |   |                     |                  |                  |                  |                  |  |                |            |            |            |            |       |   |        |        |
|  | JYP                 | 5                | 2                | 7                |   |                     |                  |                  |                  |                  |  |                |            |            |            |            |       |   |        |        |
|  | Skellefteå AIK (dr) | 4                | 4                | 8                |   |                     |                  |                  |                  |                  |  |                |            |            |            |            |       |   |        |        |
|  | Skellefteå AIK (dr) | 4                | 4                | 8                |   | Skellefteå AIK (dr) | 2                | 4                | 6                |                  |  |                |            |            |            |            |       |   |        |        |
|  |                     |                  |                  |                  |   | Skellefteå AIK (dr) | 2                | 4                | 6                |                  |  |                |            |            |            |            |       |   |        |        |
|  |                     | Linköping        | 1                | 4                | 5 |                     |                  |                  |                  |                  |  |                |            |            |            |            |       |   |        |        |
|  | Sparta Praga        | Linköping        | 1                | 4                | 5 | 1                   | 2                | 3                |                  |                  |  |                |            |            |            |            |       |   |        |        |
|  | Sparta Praga        |                  |                  |                  |   | 1                   | 2                | 3                |                  |                  |  |                |            |            |            |            |       |   |        |        |
|  | Linköping           | 2                | 2                | 4                |   |                     |                  |                  |                  |                  |  |                |            |            |            |            |       |   |        |        |
|  | Linköping           | 2                | 2                | 4                |   |                     |                  |                  |                  |                  |  | Skellefteå AIK | 2          | 2          | 4          |            |       |   |        |        |
|  |                     |                  |                  |                  |   |                     |                  |                  |                  |                  |  | Skellefteå AIK | 2          | 2          | 4          |            |       |   |        |        |
|  |                     | Luleå            | 2                | 3                | 5 |                     |                  |                  |                  |                  |  |                |            |            |            |            |       |   |        |        |
|  | TPS                 | Luleå            | 2                | 3                | 5 | 1                   | 4                | 5                |                  |                  |  |                |            |            |            |            |       |   |        |        |
|  | TPS                 |                  |                  |                  |   | 1                   | 4                | 5                |                  |                  |  |                |            |            |            |            |       |   |        |        |
|  | Lukko Rauma         | 5                | 3                | 8                |   |                     |                  |                  |                  |                  |  |                |            |            |            |            |       |   |        |        |
|  | Lukko Rauma         | 5                | 3                | 8                |   | Lukko Rauma         | 2                | 1                | 3                |                  |  |                |            |            |            |            |       |   |        |        |
|  |                     |                  |                  |                  |   | Lukko Rauma         | 2                | 1                | 3                |                  |  |                |            |            |            |            |       |   |        |        |
|  |                     | Luleå            | 5                | 2                | 7 |                     |                  |                  |                  |                  |  |                |            |            |            |            |       |   |        |        |
|  | Luleå (dr)          | Luleå            | 5                | 2                | 7 | 2                   | 8                | 10               |                  |                  |  |                |            |            |            |            |       |   |        |        |
|  | Luleå (dr)          |                  |                  |                  |   | 2                   | 8                | 10               |                  |                  |  |                |            |            |            |            |       |   |        |        |
|  | Red Bull Salisburgo | 4                | 5                | 9                |   |                     |                  |                  |                  |                  |  |                |            |            |            |            |       |   |        |        |
|  | Red Bull Salisburgo | 4                | 5                | 9                |   |                     |                  |                  |                  |                  |  |                |            |            |            |            | Luleå | 4 |        |        |
|  |                     |                  |                  |                  |   |                     |                  |                  |                  |                  |  |                |            |            |            |            |       | 4 |        |        |
|  |                     | Frölunda         | 2                |                  |   |                     |                  |                  |                  |                  |  |                |            |            |            |            |       |   |        |        |
|  | Ginevra-Servette    | Frölunda         | 2                | 2                | 2 | 4                   |                  |                  |                  |                  |  |                |            |            |            |            |       |   |        |        |
|  | Ginevra-Servette    |                  |                  | 2                | 2 | 4                   |                  |                  |                  |                  |  |                |            |            |            |            |       |   |        |        |
|  | SaiPa (dr)          | 0                | 5                | 5                |   |                     |                  |                  |                  |                  |  |                |            |            |            |            |       |   |        |        |
|  | SaiPa (dr)          | 0                | 5                | 5                |   | SaiPa               | 0                | 2                | 2                |                  |  |                |            |            |            |            |       |   |        |        |
|  |                     |                  |                  |                  |   | SaiPa               | 0                | 2                | 2                |                  |  |                |            |            |            |            |       |   |        |        |
|  |                     | Oulun Kärpät     | 2                | 3                | 5 |                     |                  |                  |                  |                  |  |                |            |            |            |            |       |   |        |        |
|  | Oulun Kärpät        | Oulun Kärpät     | 2                | 3                | 5 | 3                   | 3                | 6                |                  |                  |  |                |            |            |            |            |       |   |        |        |
|  | Oulun Kärpät        |                  |                  |                  |   | 3                   | 3                | 6                |                  |                  |  |                |            |            |            |            |       |   |        |        |
|  | Vienna Capitals     | 1                | 2                | 3                |   |                     |                  |                  |                  |                  |  |                |            |            |            |            |       |   |        |        |
|  | Vienna Capitals     | 1                | 2                | 3                |   |                     |                  |                  |                  |                  |  | Oulun Kärpät   | 2          | 3          | 5          |            |       |   |        |        |
|  |                     |                  |                  |                  |   |                     |                  |                  |                  |                  |  | Oulun Kärpät   | 2          | 3          | 5          |            |       |   |        |        |
|  |                     | Frölunda (ot)    | 4                | 2                | 6 |                     |                  |                  |                  |                  |  |                |            |            |            |            |       |   |        |        |
|  | Tappara             | Frölunda (ot)    | 4                | 2                | 6 | 1                   | 2                | 3                |                  |                  |  |                |            |            |            |            |       |   |        |        |
|  | Tappara             |                  |                  |                  |   | 1                   | 2                | 3                |                  |                  |  |                |            |            |            |            |       |   |        |        |
|  | Frölunda            | 5                | 4                | 9                |   |                     |                  |                  |                  |                  |  |                |            |            |            |            |       |   |        |        |
|  | Frölunda            | 5                | 4                | 9                |   | Frölunda            | 1                | 5                | 6                |                  |  |                |            |            |            |            |       |   |        |        |
|  |                     |                  |                  |                  |   | Frölunda            | 1                | 5                | 6                |                  |  |                |            |            |            |            |       |   |        |        |
|  |                     | HIFK             | 2                | 3                | 5 |                     |                  |                  |                  |                  |  |                |            |            |            |            |       |   |        |        |
|  | HIFK                | HIFK             | 2                | 3                | 5 | 2                   | 3                | 5                |                  |                  |  |                |            |            |            |            |       |   |        |        |
|  | HIFK                |                  |                  |                  |   | 2                   | 3                | 5                |                  |                  |  |                |            |            |            |            |       |   |        |        |
|  | Friburgo-Gottéron   | 2                | 1                | 3                |   |                     |                  |                  |                  |                  |  |                |            |            |            |            |       |   |        |        |

### Ottavi di finale
Le gare di andata si sono disputate il 4 novembre 2014, quelle di ritorno l'11 novembre 2014.
| Squadra 1        | Totale | Squadra 2           | Andata | Ritorno    |
| ---------------- | ------ | ------------------- | ------ | ---------- |
| JYP              | 7 - 8  | Skellefteå AIK      | 5 - 4  | 2 - 4 (dr) |
| Sparta Praga     | 3 - 4  | Linköping           | 1 - 2  | 2 - 2      |
| TPS              | 5 - 9  | Lukko Rauma         | 1 - 5  | 4 - 3      |
| Luleå            | 10 - 9 | Red Bull Salisburgo | 2 - 4  | 8 - 5 (dr) |
| Ginevra-Servette | 4 - 5  | SaiPa               | 2 - 0  | 2 - 5 (dr) |
| Oulun Kärpät     | 6 - 3  | Vienna Capitals     | 3 - 1  | 3 - 2      |
| Tappara          | 3 - 9  | Frölunda            | 1 - 5  | 2 - 4      |
| HIFK             | 5 - 3  | Friborgo-Gottéron   | 2 - 2  | 3 - 1      |

### Quarti di finale
Le gare di andata si sono disputate il 2 dicembre 2014, quelle di ritorno il 9 dicembre 2014.
| Squadra 1      | Totale | Squadra 2    | Andata | Ritorno    |
| -------------- | ------ | ------------ | ------ | ---------- |
| Skellefteå AIK | 6 - 5  | Linköping    | 2 - 1  | 4 - 4 (dr) |
| Luleå          | 7 - 3  | Lukko Rauma  | 5 - 2  | 2 - 1      |
| SaiPa          | 2 - 5  | Oulun Kärpät | 0 - 2  | 2 - 3      |
| HIFK           | 5 - 6  | Frölunda     | 2 - 1  | 3 - 5      |

### Semifinali
Le gare di andata si sono disputate il 13 gennaio 2015, quelle di ritorno il 20 gennaio 2015.
| Squadra 1      | Totale | Squadra 2 | Andata | Ritorno    |
| -------------- | ------ | --------- | ------ | ---------- |
| Skellefteå AIK | 4 - 5  | Luleå     | 2 - 2  | 2 - 3      |
| Oulun Kärpät   | 5 - 6  | Frölunda  | 2 - 4  | 3 - 2 (ot) |

### Finale
| Arbitri: | Daniel Piechaczek Aleksi Rantala |

| |           |                                                                                   |
| (Ca. Abbott) K. Näkyvä 47:43 (M. Fagerudd, K. Näkyvä) P. Cehlárik 48:57 (J. Sandström) J. Forsberg 53:04 (J. Sandström, J. Granström) D. Kukan 58:36 | Marcatori | 00:17 J. Lundqvist (A. Lehkonen, E. Falth) 12:45 M. Olimb (A. Johnsson, M. Gortz) |

## Statistiche

### Classifica marcatori
Aggiornata al 3 febbraio 2015.
| Giocatore         | Squadra          | PG | Gol | Assist | Punti |
| ----------------- | ---------------- | -- | --- | ------ | ----- |
| Mathis Olimb      | Frölunda         | 13 | 8   | 18     | 26    |
| Andreas Johnsson  | Frölunda         | 12 | 11  | 14     | 25    |
| Erik Gustafsson   | Frölunda         | 13 | 6   | 13     | 19    |
| Max Görtz         | Frölunda         | 13 | 6   | 9      | 15    |
| Daniel Zaar       | Luleå            | 13 | 7   | 7      | 14    |
| Matt D'Agostini   | Ginevra-Servette | 8  | 4   | 9      | 13    |
| Pär Lindholm      | Skellefteå AIK   | 11 | 1   | 12     | 22    |
| Niklas Fogström   | Luleå            | 13 | 5   | 7      | 12    |
| Kristian Näkyvä   | Luleå            | 13 | 4   | 8      | 12    |
| Joonas Kemppainen | Oulun Kärpät     | 12 | 2   | 10     | 12    |
|                   |                  |    |     |        |       |

### Classifica portieri
Aggiornata al 3 febbraio 2015.
| Giocatore       | Squadra             | PG | MGS  | Sv%  |
| --------------- | ------------------- | -- | ---- | ---- |
| Robert Mayer    | Ginevra-Servette    | 2  | 0.50 | 97.2 |
| Peter Hamerlík  | Oceláři Trinec      | 2  | 0.75 | 97.0 |
| Ryan Zapolski   | Lukko Rauma         | 4  | 0.82 | 95.8 |
| David Kickert   | Vienna Capitals     | 2  | 0.96 | 96.5 |
| Luka Gračnar    | Red Bull Salisburgo | 5  | 1.00 | 96.5 |
| Markus Svensson | Skellefteå AIK      | 4  | 1.26 | 93.6 |
| Iiro Tarkki     | Oulun Kärpät        | 5  | 1.38 | 93.1 |
| Marek Schwarz   | Bílí Tygři Liberec  | 4  | 1.42 | 95.6 |
| Justin Pogge    | Färjestad           | 5  | 1.45 | 93.9 |
| Melvin Nyffeler | Friburgo-Gottéron   | 4  | 1.48 | 95.6 |
|                 |                     |    |      |      |

## Vincitori

### Squadra vincitrice
| Campioni d'Europa 2014-2015 Luleå HF | Portieri: Daniel Larsson, Joel Lassinantti Difensori: Dean Kukan, Marcus Oskarsson, Marcus Fagerudd, Jens Högbom, Jan Sandström (A), Per Savilahti-Nagander, Christián Jaroš, Olov Lundqvist, Andreas Hjelm, Robin Jonsson, Kristian Näkyvä Attaccanti: Johan Forsberg, Oscar Nord, Emil Sylvegård, Lucas Wallmark, Cam Abbott, Peter Cehlárik, Daniel Zaar, Chris Abbott (C), Jonathan Granström, Lennart Petrell, Niklas Fogström, Lars Bryggman, Karl Fabricius (A), Per Ledin Staff Tecnico: Joakim Fagervall (Allenatore), Anders Burström (Ass. allenatore), Stefan Nilsson (Ass. allenatore) |

### Premi individuali
Alla fine del torneo fu consegnato il premio NordicBet MVP Trophy al Most Valuable Player della stagione 2014-2015, selezionato fra una rosa di tre finalisti:
- Mathis Olimb, centro, Frölunda (vincitore)[15]
- Joel Lassinantti, portiere, Luleå
- Erik Gustafsson, difensore, Frölunda